# ريناتو روتشا
ريناتو روتشا (بالبرتغالية: Renato Rocha‏) هو موسيقي برازيلي، ولد في 27 مايو 1961 في ريو دي جانيرو في البرازيل، وتوفي في 22 فبراير 2015 في غواروجا في البرازيل.

## روابط خارجية
- ريناتو روتشا على موقع IMDb (الإنجليزية)
- ريناتو روتشا على موقع ميوزك برينز (الإنجليزية)